# Nowoinhułka
Nowoinhułka (ukr. Новоінгулка) – wieś na Ukrainie, w obwodzie mikołajowskim, w rejonie mikołajowskim. W 2001 liczyła 704 mieszkańców.